# Camara (forskningsstation)

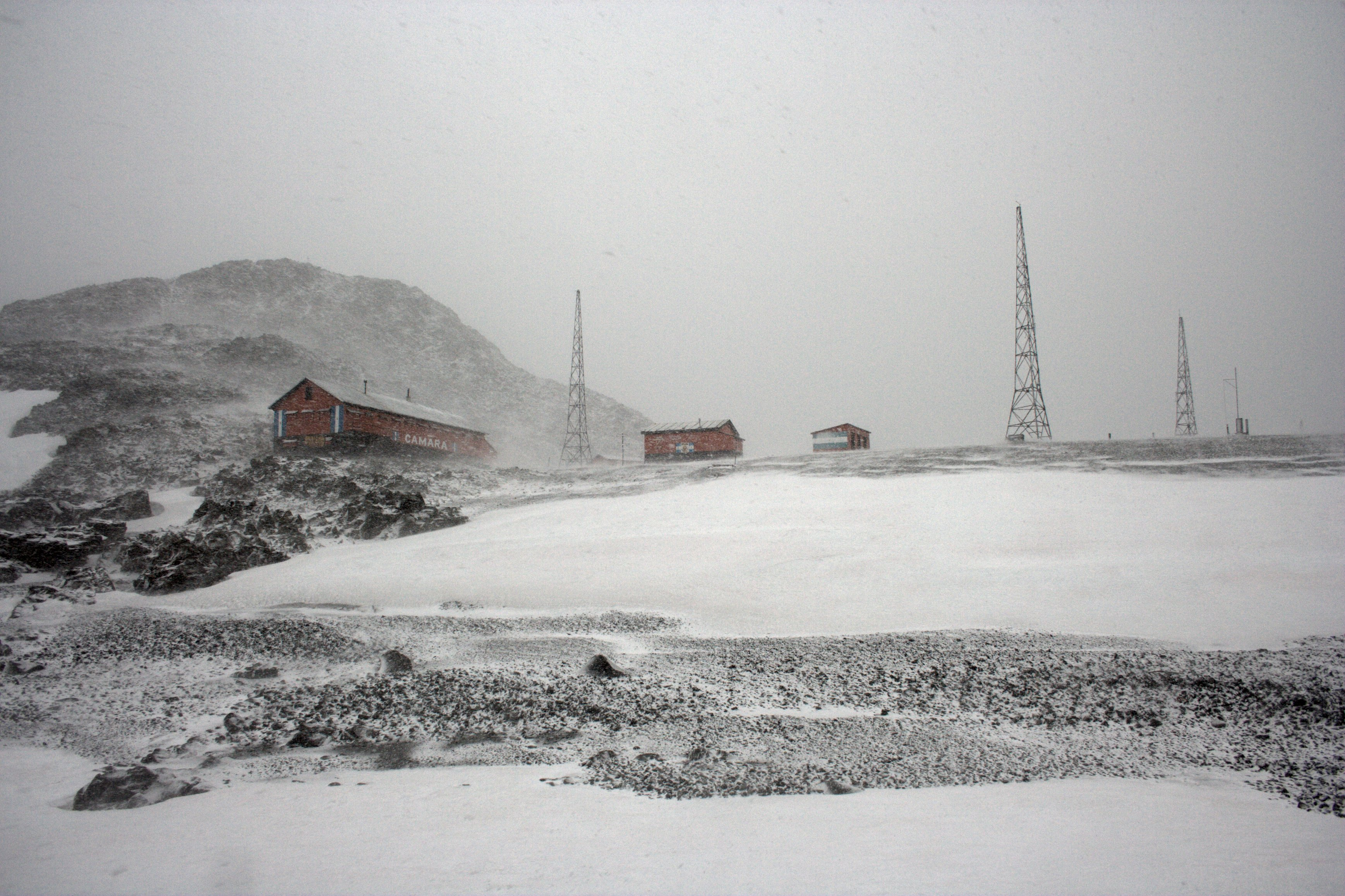
Cámara, 2008

Cámara-stationen (Spanska: Base Cámara eller Estación Cámara) är en argentinsk forskningsstation på Half Moon Island (Sydshetlandsöarna) i Antarktis. Från 1953 till 1988 var den en året-runt-station, men är nu bara öppen under sommarsäsongen. Den har fått sitt namn efter officeren Juan Ramón Cámara.